# Возврат (фильм, 2006, Великобритания)
«Возвра́т» (англ. Cashback) — полнометражный художественный фильм, снятый английским режиссёром Шоном Эллисом и спродюсированный Лене Босейджер. В главных ролях снялись Шон Биггерстафф, Мишель Райан и Эмилия Фокс.
Полнометражный фильм выпущен в конце 2006 года компанией Gaumont на волне успеха короткометражной версии, которая получила лестные отзывы у критиков, и была номинирована на премию «Оскар» за лучший короткометражный фильм. Первая, «североамериканская» премьера состоялась 10 сентября 2006 года на Международном кинофестивале в Торонто; фильм также был показан в ряде других международных фестивалей. DVD-версия для Европы была реализована год спустя, в сентябре 2007 года. Продюсированием занималась компания Ugly Duckling.

## Сюжет
После болезненного расставания со своей девушкой Сьюзи начинающий художник Бен впадает в бессонницу. Для того, чтобы забыть о разрыве, Бен устраивается на ночную работу в местный супермаркет, где встречает много разных колоритных личностей. На новой работе он постепенно влюбляется в свою коллегу Шэрон.
Однажды он обнаруживает, что способен останавливать время. Это подпитывает его как художника. Он рисует девушек, оголяя их, заморозив время. Во флешбэке, который мы видим, Бен объясняет, что он всегда восторгался красотой женского тела; будучи мальчиком, он мог видеть голое тело шведской студентки, которая жила у них дома. Особенностями её менталитета было то, что она спокойно относилась к своей наготе. Также мы видим совсем ещё юного друга Бена, Шона Хиггинса, который показал ему взрослые журналы (Hustler и Mayfair), а также научил, что можно платить соседской девочке Натали за то, чтобы она демонстрировала сокровенные части женского тела.
Первой совместной вечеринкой Шэрон и Бена стала вечеринка по поводу дня рождения его босса. Там он встречает Сьюзи, которая хочет вернуть их отношения. Бен уже не хочет этого, но Шэрон, увидев, как Сьюзи пытается поцеловать Бена, подумала не то, что было на самом деле, и она уходит.
Тем временем коллеги Бена Барри и Мэтт, известные шутники, звонят ему, один из них представляется известным организатором выставок картин, Алексом Праудом, который «заинтересовался» некоторыми из его работ. Организатор «попросил» прийти с несколькими из своих работ к нему в галерею. Бен, придя к организатору, был удивлен, что тот ничего не слышал о нём и не звонил ему; но Прауд, увидев его работы, действительно восхитился и предложил устроить выставку его картин. Шэрон посетила выставку, и была очень воодушевлена не столько успехом Бена, сколько количеством картин, на которых изображена только она. Они мирятся, а Бен останавливает время, но теперь уже для всех, кроме себя и Шэрон.

## В ролях
| Актёр             | Роль                                 |
| ----------------- | ------------------------------------ |
| Шон Биггерстаф    | Бен Уиллис студент колледжа искусств |
| Эмилия Фокс       | Шэрон Пинти                          |
| Шон Эванс         | Шон Хиггинс друг Бена                |
| Мишель Райан      | Сьюзи бывшая девушка                 |
| Стюарт Гудвин     | Дженкинс босс                        |
| Майкл Диксон      | Барри Брикмэн                        |
| Майкл Ламборн     | Мэтт Стивенс                         |
| Кили Хэйзелл      | замороженная девушка                 |
| Айрин Багак       | замороженная девушка с постера       |
| Хэйли-Мэри Коппин | шведская студентка                   |

## Награды и номинации
- 2006 — приз C.I.C.A.E. Award кинофестиваля в Сан-Себастьяне